# فرد أ. لينون
فرد أ. لينون (بالإنجليزية: Fred A. Lennon)‏ هو شخصية أعمال أمريكي، ولد في 26 نوفمبر 1905 في بروفيدنس في الولايات المتحدة، وتوفي في 23 يوليو 1998.